# Thomisus nepenthiphilus
Thomisus nepenthiphilus es una especie de araña cangrejo del género Thomisus, familia Thomisidae. Fue descrita científicamente por Fage en 1930.

## Distribución
Esta especie se encuentra en Indonesia (Sumatra).